# 拉比斯瓦尔之战
拉比斯瓦尔之战（法語：Bataille de La Bisbal）发生于1810年9月14日。此役中，由亨利·奥唐奈（又名恩里克·何塞·奥唐奈）率领的西班牙师在弗朗西斯·威廉·费恩和查尔斯·威廉·道尔率领的英国-西班牙海军中队的支持下，对弗朗索瓦·德·施瓦茨指挥的一个法军旅发动奇袭。法国军队来自莱茵邦联，这是一个与拿破仑结盟的德国小国的联邦。作为马里·弗朗索瓦·鲁耶步兵师的一部分，施瓦茨的旅几乎被完全歼灭，大部分士兵与指挥官一起被俘。为数不多的盟军伤亡人员之一是能干的奥唐奈，他脚部受伤。此役发生在拿破仑战争的半岛战争期间。
该行动发生在1810年12月至1811年1月的托尔托萨围城战期间。当路易·加布里埃尔·絮歇准备进攻托尔托萨时，雅克·麦克唐纳元帅奉命支援他。元帅与大部队合作，向加泰罗尼亚南部推进。为了分散麦克唐纳的注意力，奥唐奈决定突袭加泰罗尼亚北部。这次突袭取得了出色的成功，但未能阻止元帅协助絮歇的部队。最后，后勤危机迫使麦克唐纳撤退到加泰罗尼亚北部。

## 背景
1810年6月，皮埃尔·奥热罗元帅的职位被雅克·麦克唐纳元帅接替，麦克唐纳随后接管了第七军团。命令很快就从巴黎传来，麦克唐纳被指示进军塔拉戈纳，而他的战友路易·加布里埃尔·絮歇将率领第三军团夺取托尔托萨。絮歇的军团于5月13日成功占领了莱里达，6月5日成功占领梅基恩扎。
托尔托萨位于埃布罗河上，在加泰罗尼亚省和瓦伦西亚省之间的主要公路途中。通过占领这座城市，拿破仑希望切断这两个地区之间的联系。在絮歇实施计划之前，他被迫返回阿拉贡镇压游击队。麦克唐纳也遇到了困难。他首先需要用来自法国的物资补充他的辎重库。直到八月，两位指挥官才准备好执行拿破仑的命令。
麦克唐纳让他的16,000名士兵向南行进，以支持絮歇对托尔托萨的行动。麦克唐纳让一个步兵师带着将近10,000名士兵前往巴塞罗那驻防。此外，还有18,000名士兵负责其他城市的防御，并守卫着通往法国的道路。
亨利·奥唐奈将军指挥着加泰罗尼亚的西班牙军队。看到麦克唐纳实力太强，无法直接对抗，奥唐奈决定对北方毫无戒心的法国军队采取行动。通过这样做，他希望将麦克唐纳从塔拉戈纳和托尔托萨引开。奥唐奈计划避开庞大的巴塞罗那驻军，并攻击马里·弗朗索瓦·鲁耶将军的德国师，该师控制着地中海沿岸的赫罗纳和帕拉莫斯之间的地区。与此同时，查尔斯·威廉·道尔上校率领500名步兵乘坐英国护卫舰寒武纪号、西班牙护卫舰戴安娜号等舰艇抵达助战。寒武纪号的舰长弗朗西斯·威廉·费恩指挥着盟军的海军中队。9月初，奥唐奈成功地避开了巴塞罗那、霍斯塔里克和赫罗纳的驻军而没有引起法军的注意。

## 战斗

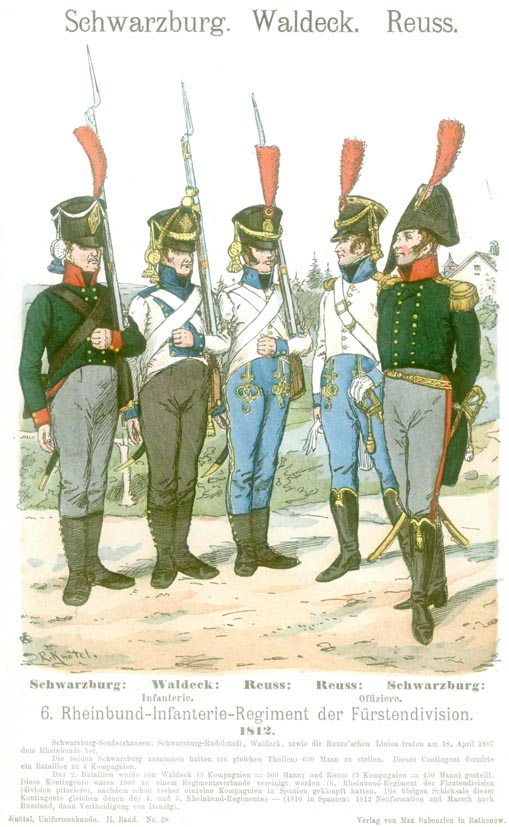
第6莱茵邦联步兵团

费恩的英国-西班牙海军远征队于9月10日首次出击。一支两栖部队在贝古尔登陆，俘虏了50名法军士兵和一个沿海炮台。弗朗索瓦·德·施瓦茨将军受到这次突袭的警告，命令他的沿海部队加强防御。他的旅由莱茵第5团（安哈尔特-利珀）和莱茵第6团（施瓦茨堡-瓦尔德克-罗伊斯）的各两个营组成。该旅共有1,700人，配备18门火炮。施瓦茨在拉比斯瓦尔部署了800名士兵和他的总部，而其余的部队则被分散到保卫周围的乡镇。1810年9月13日，奥唐奈带着6,000名步兵和400名骑兵抵达比德雷雷斯村，但仍未被发现。
14日上午，奥唐奈以压倒性的力量袭击了拉比斯瓦尔。当法军的巡逻队被驱散后，施瓦茨派了一名信使命令他的分队集中注意力。不久之后，拉比斯瓦尔被包围，法国守军退回到一座古老的城堡。不幸的是，这座建筑可以被附近的一座小山和一座教堂塔压制，联军狙击手白天从那里射杀了数名德国人。施瓦茨则坚持到晚上；在西班牙人开始集结进攻后，他选择投降。法军指挥官并没有进行多少战斗，他的部队仅有一名军官和四名士兵阵亡，三名军官和十六名普通士兵受伤。
当拉比斯瓦尔的行动正在进行时，施瓦茨的其他前哨也都被摧毁。费恩和多伊尔在帕拉莫斯登陆并占领了该地。周围其他的乡镇也都被占领。位于赫罗纳的鲁耶此时无法干预，因为奥唐奈召集了当地的民兵来骚扰他的驻军。施瓦茨本人、两名上校、56名军官、1,183名士兵和17门火炮被联军俘虏，共有1,242人。德国军队也损失了大约400人。西班牙的损失没有报告，但可能很轻微。
施瓦茨一直被关押到1814年战争结束。一些德国囚犯被运送到爱丁堡。军官被假释到苏格兰边境的各个城镇。在战斗中负伤的奥唐奈伤口感染，在被送往马略卡岛养伤之前差点伤重不治。在他的伤势痊愈之前，加泰罗尼亚的最高指挥权交给了能力较弱的米格尔·伊兰佐中将。奥唐奈后来获得了拉比斯瓦尔伯爵的称号，以表彰他的胜利。

## 后果
一支西班牙部队在鲁耶或巴拉圭·德希利尔斯做出反应之前向北越过赫罗纳，占领了普奇塞达，并越过比利牛斯山脉进入法国。这支部队与蒙路易的驻军发生冲突，并从法国村庄勒索资金。再次越过边界后，这个师沿着塞格雷河谷向下移动，并在卡拉夫和卡多纳占据了阵地。
由于游击队的袭扰使他和加泰罗尼亚北部的联系被切断，麦克唐纳直到三周后才得知拉比斯瓦尔的灾难。尽管如此，他最初还是保持了自己的立场，支援絮歇。通过坚守阵地，麦克唐纳破解了奥唐奈的策略。但其他事件最终会使元帅分心。
当越境的西班牙部队向南行进时，麦克唐纳带着两个法国旅和两个意大利旅来阻击。一个意大利旅于10月18日立即发动袭击但被击败。麦克唐纳拒绝进一步向他的敌人施压，因为巴塞罗那的供应越来越少。相反，他笨拙地前往赫罗纳，这样他就可以保护他的补给车队。直到1810年12月16日，絮歇才开始围攻托尔托萨。

## 引注
1. 1 2 3 4 5 6 7 8 9  Bodart 1908，第420頁.
2. ↑  Esdaile 2003，第334頁.
3. ↑  Gates 2002，第289頁.
4. 1 2  Gates 2002，第292頁.
5. ↑  Smith 1998，第342–343頁.
6. ↑  Oman 1902c，第495–496頁.
7. 1 2 3 4 5 6 7 8  Oman 1902c，第497–499頁.
8. 1 2  Gates 2002，第293頁.
9. 1 2  Smith 1998，第345頁.
10. ↑  'Register of French POWs, Edinburgh and Greenock, 1811-1812', The National Archives (United Kingdom)|The National Archives of the UK (TNA), ADM 103/112, accessed via Findmypast.
11. ↑  'French POWs Released on Parole 1800-1815', The National Archives (United Kingdom)|The National Archives of the UK (TNA), ADM 103/611, accessed via Findmypast.
12. ↑  . Hawick News and Border Chronicle. 22 Mar 1918: 3.
13. ↑  Archives of Lodge St John, No. 111, Hawick, Scotland.
14. ↑  Oman 1996，第501頁.
15. ↑  Chisholm 1911，第8-9頁.
16. 1 2  Oman 1902c，第499–501頁.
17. ↑  Smith 1998，第353頁.